# Slag bij Long Island

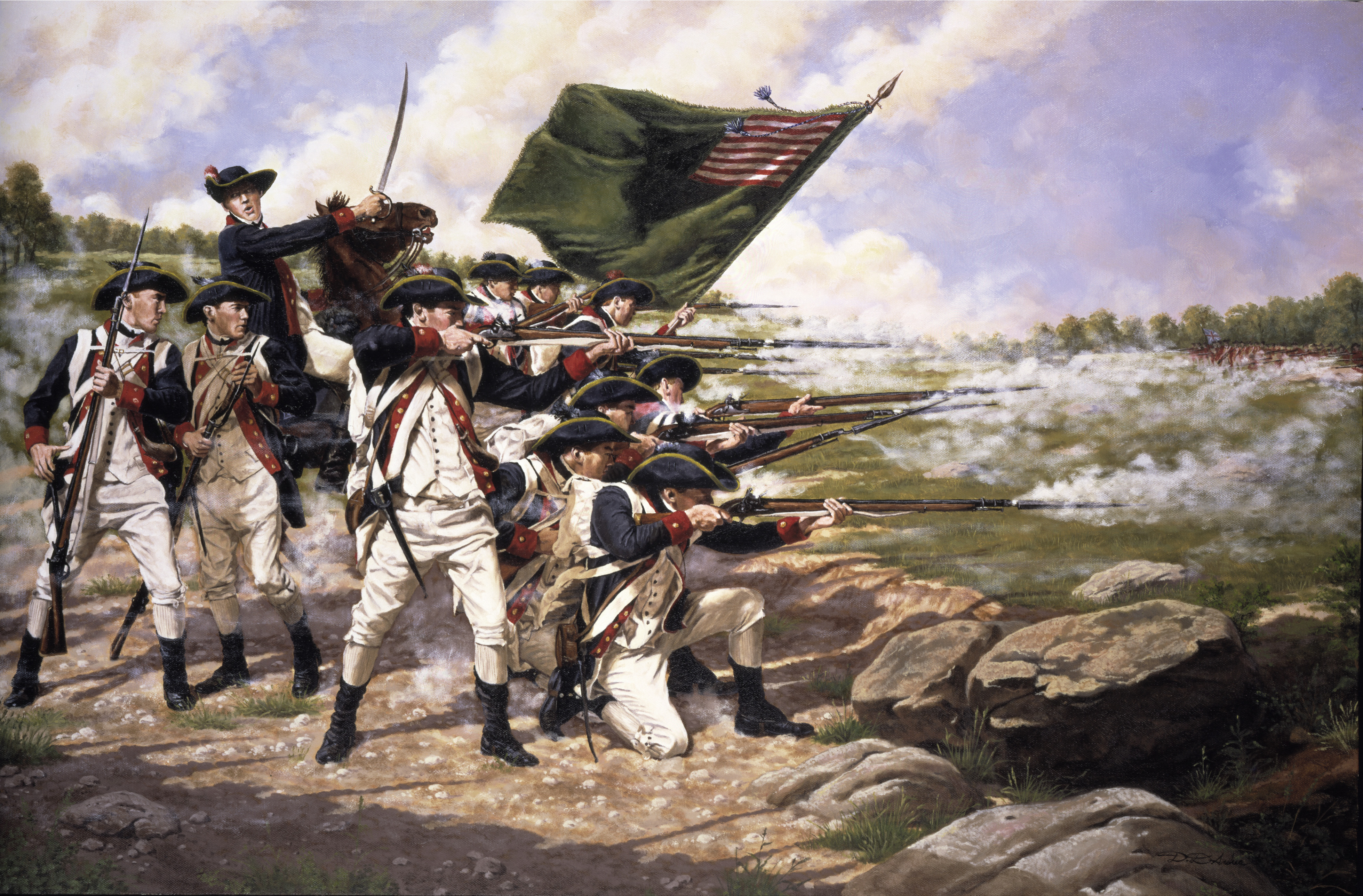
Delaware-regiment in actie bij de slag.

De Slag bij Long Island was een veldslag tijdens de Amerikaanse Onafhankelijkheidsoorlog, die plaatsvond op 27 augustus 1776 in het huidige Prospect Park (Brooklyn, New York).
Toen de Britse legercommandant Sir William Howe, 5th Viscount Howe in het voorjaar van 1776 Boston liet ontruimen, voorzag George Washington correct dat de Britten zouden doorstoten naar New York om deze stad in te nemen. Washington liet daarop de stad versterken.
Howe besloot de Amerikaanse eenheden op de Brooklyn Heights aan te vallen. Op 22 augustus landden ongeveer 10.000 Britse soldaten en in de morgen van 27 augustus begonnen zij de strijd. Tegen de middag waren de veel minder talrijke Amerikaanse troepen verslagen en dienden zij, onder de dekking van de op Governors Island geposteerde artillerie, de terugtocht aan te vatten.